# 大堰河街站
大堰河街站是金华轨道交通金义东线的一座车站，位于中华人民共和国浙江省金华市金东区多湖街道李渔东路和大堰河街交叉口以东。本站是金义东线金华市区内的两座高架站之一，线路自西侧至万达广场站区间入地。车站以城市道路“大堰河街”命名，该路建于2002年:103。“大堰河”是艾青作品中的人物、艾青小时候的保姆的名字。

## 结构
大堰河街站为高架三层路中侧式站，沿李渔东路布置，总建筑面积为10199平方米，设有宽7.8米的侧式站台两座和股道4条，其中包括2条越行线供大站快车使用。车站两个站台艺术墙分别呈现金华出身艺术家艾青作品《大堰河——我的保姆》和施光南作品《在希望的田野上》中的内容。
| 3层  | 侧式站台 | 侧式站台                                    | 侧式站台 | 侧式站台 |
|      |          | █ 金义东线往金华站方向 （下一站：万达广场） |          |          |
|      |          | █ 金义东线往金华站方向大站快车              |          |          |
|      |          | █ 金义东线往秦塘站方向大站快车              |          |          |
|      |          | █ 金义东线往秦塘站方向 （下一站：轨道大厦） |          |          |
|      | 侧式站台 |                                             |          |          |
| 2层  | 站厅     | 票务服务、自动售票机、卫生间                |          |          |
| 地面 |          | 出入口                                      |          |          |

- 车站站厅
- 车站义乌方向站台《大堰河》主题艺术墙
- 艾青主题艺术墙

### 出入口
大堰河街站共设有2个出入口。
| 编号          | 建议前往的目的地                                                               | 图片 |
| ------------- | ------------------------------------------------------------------------------ | ---- |
| A             | 李渔东路、兰台街、笃学路、大堰河街、康济南街、光南路、博学街、金华市外国语学校 |      |
| B             | 李渔东路、滨河路、大堰河街、康济南街、宋濂路、源泉街、丹溪东路                 |      |
| 註： 设有电梯 |                                                                                |      |